# Hypsibius klebelsbergi
Hypsibius klebelsbergi — вид тихоходів родини Hypsibiidae.

## Поширення
Поширений в Ецтальських Альпах в Австрії. Мешкає в кріоконітових отворах, де накопичується пилок, бактерії та водорості, занесені вітром, якими ці тварини живляться.